# Jesús Casas Castañeda
Jesús Casas Castañeda (Capitancito,Acandí; 20 de noviembre de 1878-Santander, 19 de agosto de 1900) fue un político y militar colombiano, adepto al Partido Conservador Colombiano. Falleció prematuramente a los 21 años en el Combate de Lincoln, en el marco de la Guerra de los Mil Días. Fue tío de Alberto Casas Santamaría.